# Añoranzas y pesares
Añoranzas y pesares es una serie de novelas de fantasía épica escrita por Tad Williams y publicada entre los años 1990 y 1994. 
Aunque originalmente se escribió como una trilogía, muchas ediciones tanto en inglés como en castellano y en otros idiomas se han publicado con subdivisiones. En España fue publicada por Timun Mas en cuatro volúmenes en cartoné con sobrecubierta y unas bellas letras doradas, dividiéndose el tercer volumen, de 900 páginas, en dos, y respetando todos ellos las bellas ilustraciones de las portadas originales anglosajonas hechas por Michael Whelan. Más tarde salió una nueva edición de ocho ejemplares en rústica, sin ilustración de cubierta, formando cada pareja un libro distinto. Una edición posterior volvió al formato original de cuatro volúmenes en tapa dura con las ilustraciones originales, pero sin la sobrecubierta. 
Los títulos de las tres partes de la trilogía son: El Trono de Huesos de Dragón (Dragonbone Chair), La Roca del Adiós (Stone of Farewell), y La Torre del Ángel Verde (To Green Angel Tower). Esta última parte subdividida en dos volúmenes, titulados en castellano "A través del Nido de Ghants" y "La Torre del Ángel Verde".
La traducción del título de la saga al castellano  "Añoranzas y Pesares" no tiene una correspondencia directa con el título original "Memory, Sorrow and Thorn", siendo el nombre de cada una de las tres espadas que se mencionan en la historia: Memoria, Dolor y Espina. Son nombres que aluden también metafóricamente a la pátina de oscura calamidad que está cubriendo el mundo de Osten Ard, y a la que se enfrentan los protagonistas a lo largo de los tres libros originales. 
A día de hoy Timunmas tiene descatalogada la trilogía original y no hay noticias sobre su reedición, ni tampoco sobre la publicación en castellano de las nuevas novelas de Osten Ard, que sí tienen edición confirmada en otros países y/o idiomas (Inglaterra, Francia, Alemania, Holanda...)

## Libros
- El Trono de Huesos de Dragón

El pinche de cocina Simón Cabezahueca pasa sus días entre la ajetreada rutina diaria del castillo en los últimos años del viejo reino y los primeros del nuevo. Cuando el nuevo orden se encuentra en mitad de una crisis de sospecha y descontento debido a la enemistad entre el Supremo Rey Elías y su hermano Josua "El Manco", el nuevo dirigente forma una alianza sobrenatural con el Rey de la Tormenta que antes había sido Sitha, a través de un "alquimista" llamado Pryrates. Simón se ve obligado a huir hacia lo desconocido, armado tan sólo con un ejemplar de la biografía de Juan el Presbítero que perteneció a su mentor, un gran sabio llamado Morgenes Ercestres, doctor en el Castillo de Hayholt y alquimista, que murió defendiendo a Simón. Este último le encarga dirigirse a Naglimund, fortaleza que pertenece a Josua, en donde podrá encontrar refugio.
A medida que Osten Ard se desgarra, la narrativa se divide en distintas partes a través de la visión de personajes paralelos como el duque Isgrimnur de Elvritshalla, Maegwin, la hija del rey Lluth de Hernystir, o Tiamak, un escriba del lejano sur. A pesar del terror, el hambre y el desconcierto general, Simón logra permanecer a salvo con la ayuda de varios compañeros de viaje de distintas razas.
La única esperanza de Simón y sus amigos contra la fuerza combinada de los dos grandes reyes, el Rey de la Tormenta y el recién coronado rey humano, son las tres espadas legendarias (Minneyar, Dolor y Espina), al menos una de las cuales ya está en posesión de sus poderosos adversarios. El grupo se encamina hacia las heladas tierras del norte, dónde podría encontrarse una de las otras dos espadas, que se creía perdida.
- La Roca del Adiós

Marcado con un mechón de pelo blanco sobre la frente como huella de sus experiencias, el antiguo pinche de cocina Simón continúa su penoso viaje al servicio del príncipe rebelde Josua, hermano del actual rey humano, camino que les llevará a la última gran ciudad de los Sitha. Al final, la esperanza parece renacer cuando se establece un punto temporal de salvación: La Roca del Adiós, en donde los supervivientes de Naglimund y los disidentes del Supremo Rey Elías podrían tener una base de avanzada para maquinar contra el dictador y su aliado Ineluki.
- La Torre del Ángel Verde

La primera parte de esta novela se publicó en España bajo el título de A través del Nido de Ghants. La versión dividida en inglés titula ambos libros To Green Angel Tower: Siege y To Green Angel Tower: Storm.
Las huestes del no-muerto Ineluki, Rey de la Tormenta, se preparan para la culminación de sus sortilegios de magia negra, y el Rey Elias se ve arrastrado aún más hondo en su mundo de pesadilla y hechicería. Los aliados del Príncipe Josua tratan desesperadamente de reunir fuerzas en la Roca del Adiós. El tiempo se acaba, y también los miembros restantes de la diezmada Alianza del Pergamino se han reunido allí para descifrar misterios del pasado olvidado, en un intento de desvelar antiguos secretos de magia sepultados por el paso del tiempo, y revelar así a Josua y su ejército la única forma de derrotar a sus enemigos.
Pero tenga o no éxito la Alianza, los valerosos seguidores de Josua se dirigirán a la batalla a través de tormentosos mares plagados de kilpa sedientos de sangre, bosques habitados por aquellos que perdieron el alma y la razón, antiguas cavernas construidas por enanos legendarios, hasta las estancias encantadas de la misma Asu'a, donde reside el poder principal de los Sitha. Sin embargo, cuando todo se creía salvado, un falso mensajero cambiará para siempre el destino de la humanidad si no se logra revertir lo hecho.

## El mundo de Añoranzas y Pesares
Las aventuras de "Añoranzas y Pesares" se desarrollan en el continente de Osten Ard, entre cuyos habitantes se encuentran los Sitha (inmortales similares a los elfos de la fantasía épica), los Qanuc (Gnomos que viven en las cumbres de las montañas), y otras razas, así como varias naciones humanas distintas. Las conquistas de Juan el Presbítero (rey humano también conocido como el Preste Juan) unieron a la mayoría del mundo humano durante su reinado, pero el enfrentamiento entre sus hijos resquebraja las viejas y débiles alianzas dando lugar a una lucha armada. Mientras el conflicto bélico se extiende a lo largo y ancho del mundo conocido, un joven huérfano luchará por aprender lo bastante del mundo como para sobrevivir.
El mundo y la historia de Añoranzas y Pesares se basan en la historia y el folclore de nuestro mundo. Los elementos y las experiencias de varios personajes reflejan leyendas de Gran Bretaña y de otras tierras (ej. el rey Arturo y sir Lanzarote del Lago, Alfredo el Grande, Baba Yaga, y Amaterasu). El idioma Erkyno dominante se asemeja al inglés medieval, con nombres que suenan anglosajones y bíblicos. Además el castillo adopta el modelo feudal utilizado comúnmente en el género. Otros habitantes de Osten Ard también tienen paralelismos con el mundo real que se pueden apreciar en sus nombres, culturas e idiomas:
- Hernystiros: Irlandeses/Escoceses/Galeses
- Erkynos: Ingleses medievales
- Rimmerios: Vikingos y culturas germánicas tempranas
- Nabbanos: Antiguos Romanos, Bizantinos medievales, e Italianos del renacimiento
- Thrithingos: Jinetes nómadas de las estepas tales como los magiares, los Kipchaks y los mongoles
- Qanuc: Inuit
- Wran: Indígenas de África/Asia/América
- Sitha/Nornas: India, Siddha (pueblo escondido de la mitología Irlandesa)

A pesar de los ecos politeístas persistentes de las mitologías germánica y céltica, la religión principal de los humanos en el libro es una versión reinventada del cristianismo con algunas referencias a la mitología nórdica, cuya figura principal, Jesuris Aedón, murió ejecutado al ser clavado boca abajo en un árbol. A través de la novela, estas alusiones dan a Osten Ard más complejidad y credibilidad que un mundo completamente inventado.

## Habitantes de Osten Ard

### Humanos
Existen muchas culturas humanas con diversos rasgos que recuerdan a pueblos de nuestro mundo. Todos ellos pertenecen a la raza humana tal y como la conocemos: Hernystiros, Rimmerios, Nabbanos, etc.

### Sitha
Son muy parecidos a los elfos de la literatura fantástica. De delicada belleza, también viven en los bosques y su vida esta fuertemente vinculada a la magia y la naturaleza. Son más altos que los humanos, con cabellos tintados en múltiples colores, de cuerpos delgados y esbeltos, y rasgos atigrados.
Los sitha no siempre han estado enemistados con los humanos. En un principio mantuvieron un yugo sobre los primeros humanos en pisar la tierra de Osten Ard que luego se convirtió en amistad, pero tras la llegada de los sangrientos rimmerios, armados de mortífero hierro, un metal desconocido para los sitha, los Hijos del Amanecer, que sólo usaban armas de madera embrujada, comenzaron a enfermar. El enfrentamiento concluyó con su confinamiento a una península y unas cuantas islas del Imperio Nabbano, y con la caída de Asu'a, renombrada como Hayholt por los humanos y convertida en capital del Preste Juan. Sin embargo, el reciente retorno del Rey de la Tormenta (quien antaño fue sitha) podría cambiar la situación.
En el pasado fueron hermanos de las nornas, pero aunque ahora mantengan la paz sus caminos se han distanciado de manera irrecuperable debido a desacuerdos del pasado.

### Nornas
También conocidas como zorras blancas por los humanos. Hubo un tiempo en que fueron una sola familia con los Sitha, pero tras el incidente ocurrido con Druhki y Nenais'u, las nornas se separaron de estos creando su propia comunidad ubicada en las montañas lejanas del norte. De tez muy pálida y ojos negros, visten túnicas negras con capucha. Tras abandonar a los sitha fijaron su asentamiento en las heladas montañas, y es por eso que su piel es de distinto color. Se convierten en aliadas del Rey de la Tormenta cuando éste amenaza el orden en Osten Ard.

### Niskis
Rama de los Dwarrows que se escindió. Eligieron habitar en el mar, donde ahuyentan a los kilpa con su canto. De acuerdo a la narrativa, tanto ellos como los dwarrows se hacen llamar Tinukeda'ya, los Hijos del Navegante por Ruyan Vé. Aunque son mucho más longevos que los humanos, no son inmortales.

### Dwarrows
Raza que en el pasado trabajó como esclava de los sitha y que acabó estableciendo su asentamiento bajo tierra. Pueden adaptar su aspecto al de las rocas, y conocen como nadie el subsuelo de Osten Ard. A pesar del trato recibido, no se unen al bando del Rey de la Tormenta y ayudan a Simón y sus compañeros.

### Qanuc
Estos enanos de las montañas poseen una cultura que recuerda a los inuit de nuestro mundo. Son hábiles guerreros usando hachas y lanzas. Uno de ellos, Binabik, es el mejor amigo de Simón. 

### Wran
Parecen niños para los estándares humanos. Tienen bastante pelo y son morenos. También se los conoce como hombres de los pantanos, y son muy hábiles usando hierbas medicinales.

### Ghants
Una especie de arañas con características de cangrejos de gran tamaño. Poseen poca inteligencia, pero son muy feroces.

### Kilpas
Criaturas marinas antropomórficas, con rasgos de pez. Atacan los barcos que atraviesan sus aguas sin dejar ningún superviviente. Son aliados del Rey de la Tormenta. 

### Gigantes
De enorme tamaño, con gran cantidad de pelo blanco, y armados con sus garrotes, son los feroces aliados del Rey de la Tormenta. Son llamados Hunën en la lengua de los rimmerios.

## Personajes principales
- Simón/Seomán: pinche de cocina huérfano que se ve convertido en héroe involuntario. Aunque inicialmente se muestra irresponsable y cabezahueca, sufre una fuerte evolución a lo largo de la historia, llegando a ser mucho más maduro. En el tercer episodio, es nombrado Caballero por Josua en la Roca del Adiós.
- Binabik/Binbiniqegabenik: el mejor amigo de Simón, perteneciente al pueblo Qanuc. Nunca se separa de Qantaqa, una loba que es su leal compañera y amiga.
- Miriamele: princesa de Hayholt cuyo camino se cruza con el de Simón, y por quien este siente un gran aprecio.Es hija de Elías e Hylissa, una noble mujer Nabbana.
- Camaris: El mejor guerrero entre los hombres, portador de la espada Espina. Se le considera como el primer mortal en pisar Jao é-Tinukai'i. Después de una profunda depresión, cae al mar en la Bahía de Firannos y se le da por muerto, sin embargo solamente pierde la memoria y es encontrado por el duque Isgrimnur en Kwanitupul.
- Elías: sucesor de Juan el Presbítero, su padre. Bajo la influencia de Pryrates se convierte en una amenaza para Osten Ard. Antes de la muerte de su esposa, Elías y Josua se querían mucho más que la mayoría de los hermanos.
- Pryrates: Consejero de la corte de Elías, se ocupa de manipular al rey bajo las órdenes del Rey de la Tormenta, para sus propios propósitos.
- Ineluki/Rey de la Tormenta: Antiguo príncipe sitha no-muerto, que busca la destrucción de la humanidad, señor de la Mano Roja y aliado de Utuk'ku y del Supremo Rey Elías.
- Josua: hermano de Elías y príncipe de Naglimund, se rebela contra su hermano y reúne sus propias fuerzas para combatirlo. Durante una guerra anterior perdió una mano al intentar defender a Hylissa, obteniendo el sobrenombre de Josua el Manco.
- Deornoth: Caballero y hombre de Confianza de Josua, llamado "La mano derecha del Príncipe".Cae muerto al defender Sesuadr'a, sin embargo, su sacrificio permitió que Camaris recuperara su memoria.
- Isgrimnur: duque de las tierras de Rimmersgardia y leal amigo del Príncipe Josua y de su padre, Juan el Presbítero. En épocas anteriores, Juan e Isgrimnur combatieron codo con codo contra las múltiples amenazas.
- Jiriki i-Sa'onserei: Príncipe de los sitha a quien Simón salva la vida en Aldheorte. En agradecimiento, le acompaña en algunas etapas de su viaje y enseña muchas cosas a este.
- Utuk'ku Seyt-Hamakha: Reina de las Nornas. Exesposa de Ekimeniso "Báculo Negro" y madre de Drukhi. Señora de Nakkiga.
- Tiamak: Wran miembro de la Alianza del Pergamino que acompaña a la comitiva del Príncipe Josua.
- Hylissa: Difunta madre de Miriamele y esposa de Elías. Hermana de Nessalanta. Murió siendo atacada por Thrithingos. En este incidente, Josua perdió su mano derecha, originando con esto una profunda enemistad entre los hermanos.
- Drukhi: Hijo de Utuk'ku y Ekimeniso Báculo Negro; enamorado de Nenais'u y esposo de esta. Su triste final dio origen a la separación de los clanes de los Nacidos en el Jardín. Se cree que la máscara que estaba haciendo es la que lleva Utuk'ku.
- Nenais'u: Hija de Jenjiyana. Un día se encontraba danzando cuando un mortal la mató por confundirla con un cisne. Su historia figura en "La Despedida", una milenaria canción Sitha. Vivía en Enki-e-Sha'osaye.

## Segunda Trilogía
Casi treinta años después de la publicación de la trilogía original, Tad Williams ha vuelto al mundo de Osten Ard, y los nuevos libros se irán publicando en inglés y en otros idiomas (castellano por confirmar) desde principios de 2017:
- The Heart of What Was Lost (enero de 2017) (Daw Books, US) & (Hodder & Stoughton, UK) (ambientada entre La Torre del Ángel Verde' y The Witchwood Crown)
- El Último Rey de Osten Ard (Daw Books, US) & (Hodder & Stoughton, UK)
  - The Witchwood Crown (junio de 2017)
  - Empire of Grass (mayo de 2019)
  - Into the Narrowdark (julio de 2022)
  - The Navigator's Children (sin publicar)
- Brothers of the Wind (título de trabajo: The Shadow of Things To Come) (noviembre 2021). destacará la caída de Asu’a, 500 años antes con respecto a la trilogía original , contada desde la perspectiva de un embajador nabbano.

## Crítica
Algunos críticos y lectores destacan el papel de la trilogía original de Osten Ard como el puente en la literatura fantástica entre Tolkien y George R. R. Martin, quedando la obra de Tad Williams, temática y estilísticamente, en un lugar equidistante de ambos. George R. R. Martin ha reconocido públicamente que la lectura de Memory, Sorrow and Thorn (Añoranzas y Pesares) le inspiró de forma decisiva para acometer la escritura de su Canción de Hielo y Fuego.